# Arsenio Frugoni
Pour les articles homonymes, voir Frugoni.
Arsenio Frugoni, né le 4 février 1914 à Paris et mort le 31 mars 1970, est un historien et philologue italien spécialiste du Moyen Âge.

## Biographie
Arsenio Frugoni soutient sa thèse de laurea à l'École normale supérieure de Pise en 1938, avant de devenir professeur dans ce même établissement. Il devient ensuite professeur à l'université de Rome « La Sapienza », jusqu'à sa mort.
Il disparaît dans un accident de voiture à Bolgheri, en Toscane, le 31 mars 1970. Son fils Giovanni trouve également la mort dans cet accident.
Sa fille Chiara Frugoni, née en 1940, est une historienne du Moyen Âge et de l'art médiéval.

## Œuvre
Il se consacre d'abord, pendant son séjour à Pise, à l'édition de textes latins de l'époque humaniste et à l'étude des XVe et XVIe siècles.
Dans un deuxième temps, il s'oriente définitivement vers l'histoire médiévale, et se situe dans l'école historiographique dominée par la figure de Raffaello Morghen. Il étudie d'abord la figure du cardinal Iacopo Stefaneschi, tant au plan biographique que du point de vue de ses productions textuelles, en visant toujours à une perspective générale sur l'époque concernée. Son travail porte ensuite sur le grand jubilé de 1300 décrété par le pape Boniface VIII. Suivent une série d'études sur le pape Célestin V (le premier pape de l'histoire à abdiquer, en 1294).
Son livre sur le réformateur religieux Arnaud de Brescia (1090-1155), paru en 1954 (traduction française par Alain Boureau parue en 1993) est un classique de l'histoire médiévale. La méthode adoptée par A. Frugoni pour reconstituer la biographie du personnage fait référence : il refuse la démarche "philologico-combinatoire", qui consiste à combiner, si nécessaire en les déformant un peu, les éléments compatibles apportés par les différentes sources, tout en rejetant les éléments divergents. A. Frugoni choisit plutôt d'explorer entièrement et pour lui-même chaque témoignage textuel indépendant, de façon à conserver les points de vue. Il aboutit ainsi à une série de portraits différents du même personnage.
Les quinze dernières années de sa vie sont marquées par une diversification de ses objets de recherche. Il écrit en particulier sur Dante, et publie des éditions de texte (en particulier le traité Contre les juifs du cistercien Joachim de Flore, la Chronique de l'Anonyme romain et des textes de Dante.
Il joua un rôle important dans le développement du Dizionario biografico degli Italiani et contribua aussi à l'Enciclopedia Treccani.

## Publications
- (it) Papato impero e regni occidentali : dal periodo carolingio a Innocenzo III, Florence, Sansoni, 1940.
- (it) Momenti della rinascita e della riforma cattolica, Pise, Nistri-Lischi, stampa 1943.
- (it) Breve storia della Repubblica Bresciana (1797), Brescia, G. Vannini, 1947.
- (it) Il Giubileo di Bonifacio VIII, Rome, Tip. del Senato G. Bardi, 1950, réédition Laterza, 1989.
- (it) Il libro del giubileo del cardinale Stefaneschi, Brescia, Morcelliana, 1950.
- (it) et (fr) Arnaldo da Brescia nelle fonti del secolo XII, Rome, Istituto storico italiano per il Medio Evo, 1954, trad. fr. Alain Boureau, Arnaud de Brescia dans les sources du XIIe siècle, Paris, Les Belles Lettres, 1993.
- (it) Incontri nel Rinascimento: pagine di erudizione e di critica, Brescia, La scuola, 1954.
- (it) Celestiniana, Rome, Istituto storico Italiano per il Medio Evo, 1954.
- (it) Storia della città in Italia, Turin, ERI, 1956.
- (it) Le Repubbliche marinare, Turin, ERI, 1958.
- (it) Corso di storia medievale: anno accademico 1963-64, Roma, Edizioni dell'Ateneo, 1964.
- (it) L'eresia catara nell'Occidente medievale: anno accademico 1965-66, Rome, Edizioni dell'Ateneo, 1966.
- (it) Il canto X dell'Inferno, Florence, F. Le Monnier, 1967.
- (it) Incontri nel Medioevo, Bologna, Il mulino, 1979.
- (it) et (fr) avec Chiara Frugoni, Storia di un giorno in una città medievale, Rome, Bari, Laterza, 1997, trad. fr. Lucien d'Azay, Une journée au Moyen Âge, Paris, Les Belles Lettres, 2013.